# Théâtre Pigalle
Théàtre Pigalle foi um teatro parisiense, construído e dirigido originalmente por Philippe de Rothschild, e inaugurado em 1929. O nome deriva da rua onde se situava, a rue Pigalle. O projeto foi do arquiteto Charles Siclis, e considerado o seu melhor trabalho.
Sua construção e nome influenciaram outras casas de espetáculo ao redor do mundo como, por exemplo, o brasileiro Teatro João Caetano no Rio de Janeiro que teve sua iluminação inspirada no teatro de Paris.
Sua inauguração contou com apresentações de Blaise Cendrars e Jean Cocteau. Foi mais tarde demolido para dar lugar a uma garagem.